# 羅唐同盟
羅唐同盟，是660年唐與新羅建立的軍事同盟。
642年，高句麗與百濟聯攻新羅，侵奪新羅西部與北部領土。643年新羅善徳女王向唐求援，唐提出派兵援助的條件是，新羅必須廢女王另立唐宗室為新王。新羅朝延因此分裂為親唐派和反唐派。親唐的毗曇發動叛亂後被鎮壓。
648年真德女王繼位派金春秋向唐太宗求援成功，649年新羅使用唐衣冠，650年用唐年號，651年官制使用唐制。
655年、高句麗、靺鞨、百濟聯軍奪新羅北部33城，武烈王向唐高宗求援，唐向高句麗攻撃。659年百濟再次侵攻新羅，新羅向唐求援，660年唐與新羅同盟成立，約好:平壤以南屬新羅，以北受唐控制。唐羅兩軍攻百濟，百濟亡國。同時入唐宿衛的王子金仁問任神丘道行軍副大摠管，其父任嵎夷道行軍摠管，新羅部隊與唐軍聯攻高句麗但失敗。
武烈王死後文武王繼之，、663年、唐・新羅聯軍在白江口海戰打敗百濟遺民與倭國聯軍，668年滅高句麗。但唐後來欲把新羅廢除將朝鮮半島置於直接控制，引發羅唐戰爭。